# Fernando Román Álvarez
Fernando Román Álvarez (nascut el 20 d'agost de 1993) és un futbolista espanyol que juga com a central a l'UCAM Múrcia.

## Carrera futbolística
Producte del juvenil del Reial Madrid, Román va debutar a la categoria sènior la 2012-13 amb els filials de l'AD Unión Adarve a les lligues inferiors, i poc després va ascendir a la plantilla del primer equip de Tercera Divisió. El 21 de juny de 2014 es va incorporar a l'AD Alcorcón, sent destinat a l'equip B també a quart nivell.
Román va jugar el seu primer partit com a professional l'1 de febrer de 2015, començant com a titular en una derrota per 0-3 a casa contra el Girona FC al campionat de Segona Divisió. Va marcar el seu primer gol a la categoria el 17 d'octubre, però en una derrota per 2-3 al Reial Oviedo.
L'1 d'agost de 2016, Román va ser cedit a l'Hèrcules CF a Segona Divisió B, per un any. Va continuar figurant a la categoria els anys següents, representant a SD Ponferradina, València CF Mestalla i Córdoba CF. El 13 de gener de 2020, Román va ser cedit al Marbella FC fins a l'estiu de 2021. A la primera meitat de la temporada 2021-22, Román va jugar a Unionistas de Salamanca, abans d'incorporar-se al CD Numància el gener de 2022. Va marxar de Numància l'estiu del 2023.
El 15 de juliol de 2024, Román es va incorporar a l'UCAM Murcia a la quarta categoria.

## Vida personal
El germà gran de Román, Juan Carlos, també és futbolista i defensa. Ell també es va formar a l'Unión Adarve. El seu pare, Juanqui, era un jugador professional d'handbol i va representar Espanya en més de 30 ocasions.